# Шефер, Нимрод
Нимро́д Ше́фер (ивр. נמרוד שפר‎; род. 16 марта 1961, Алоним, Израиль) — генерал-майор запаса Армии обороны Израиля; генеральный директор израильского концерна Israel Aerospace Industries с 2018 года по 2020 год.

## Биография
Нимрод Шефер родился в 1961 году в кибуце Алоним на севере Израиля. Окончил школу «Кармель-Звулун».

### Военная карьера
В 1979 году Шефер был призван на службу в Армии обороны Израиля и поступил на курс лётчиков ВВС. В дальнейшем служил боевым лётчиком в ряде эскадрилий.
С 1994 по 1995 год командовал 253-й эскадрильей истребителей «F-16A/B Файтинг Фалкон». С июля 1995 по октябрь 1997 года командовал 101-й эскадрильей истребителей «F-16C Файтинг Фалкон», затем возглавил Отделение ведения боя в Управлении воздушных сил ВВС, а в 1999 году был назначен главой Оперативного департамента Управления. В 2001 году был назначен командиром базы ВВС «Рамон».
В 2005 году возглавил Отдел планирования (ивр. חטיבת התכנון‎) Управления планирования Генштаба армии, а в марте 2008 года был назначен главой Управления воздушных сил ВВС. В январе 2010 года был назначен начальником штаба (главой Управления штаба) ВВС.
В начале 2012 вошёл в число кандидатов на пост Командующего ВВС, однако на должность было решено назначить генерал-майора Амира Эшеля, при этом сам Шефер сохранил шансы стать преемником Эшеля.
13 марта 2012 года вышло сообщение о решении назначить Шефера главой Управления планирования Генерального штаба Армии обороны Израиля, и он сошёл с поста главы штаба ВВС в ожидании вступления на должность. 2 апреля 2012 года Шеферу было присвоено звание генерал-майора, и он вступил на должность главы Управления планирования, сменив на посту генерал-майора Амира Эшеля.
В 2014 году на посту главы Управления планирования Шефер, помимо прочего, руководил внутриармейским проектом по изучению последствий возможного признания палестинского государства на оборону Израиля.
В 2015 году преемником Амира Эшеля на посту Командующего ВВС был обозначен Амикам Норкин. 21 июля 2015 года Шефер передал командование Управлением планирования генерал-майору Амикаму Норкина накануне выхода в запас из армии.

### После выхода в запас
23 января 2018 года Шефер был назначен на должность заместителя генерального директора израильского концерна Israel Aerospace Industries по стратегии и НИОКР.
21 июня 2016 года Шефер был назначен на пост генерального директора концерна взамен уходящего на пенсию генерального директора Йоси Вайса. 1 июля 2020 года Шефер сообщил о намерении завершить работу на должности вследствие разногласий с председателем совета директоров компании Харелем Локером и сошёл с поста в конце октября 2020 года.
В 2023 году Шефер участвовал в протестной деятельности против судебной реформы в Израиле, задуманной правительством под руководством Биньямина Нетаньяху.
Шефер входит в правление некоммерческой организации «Маоз», занимающейся развитием лидерства в израильском обществе.

### Образование и личная жизнь
За время службы в армии Шефер получил степень бакалавра Тель-Авивского университета (в области геофизики и планетологии) и степень магистра Гарвардского университета (в области государственного управления).
Женат на Хае Шефер, отец четырёх детей. Проживает с семьёй в поселении Натаф вблизи Иерусалима.

## Публикации
- נמרוד שפר הימין המשיחי מסוכן לביטחון המדינה. יש לפעול נגדו, בכל מקום הארץ, 16.11.23 (Нимрод Шефер, «Правая мессианская идеология опасна для государственной безопасности. Против неё нужно действовать, повсеместно», «Га-Арец» (16.11.23)) (Архивировано 16 ноября 2023 года.) (иврит)
- נמרוד שפר הרצי הלוי, רונן בר: אל תתפטרו. נתניהו יחליף אתכם באנשי שלומו הארץ, 11.12.23 (Нимрод Шефер, «Херци Ха-Леви, Ронен Бар: не подавайте в отставку. Нетаньяху поставит вам на замену своих приближённых», «Га-Арец» (11.12.23)) (Архивировано 11 декабря 2023 года.) (иврит)
- נמרוד שפר בג"ץ מורח שנים את גיוס החרדים, השבוע זה חייב להיפסק (Нимрод Шефер, «Высший суд справедливости годами тянет с призывом ультраортодоксов, на этой неделе этому должен прийти конец»), N12 (27.3.24) (Архивная копия от 27 марта 2024 на Wayback Machine) (иврит)
- נמרוד שפר תגובה באיראן אינה הכרחית כעת — ועלולה לפגוע במטרות המלחמה (Нимрод Шефер, «Ответ Ирану не является необходимостью на этот момент — и он может навредить целям войны»), N12 (17.4.24) (Архивная копия от 27 апреля 2024 на Wayback Machine) (иврит)